# Ангъс Йънг
Ангъс Маккинан Йънг (на английски: Angus McKinnon Young) е австралийски китарист, съосновател, автор на песни и член на рок групата AC/DC.
Той е известен с енергичните си изпълнения в униформата на ученик и е класиран на 24-то място в 100-те най-велики китаристи на списанието Rolling Stone. През 2003 г. е въведен в Залата на славата на рокендрола.

## Ранен живот
Ангъс Йънг е роден на 31 март 1955 г. в Глазгоу, Шотландия. Семейството му заминава за Австралия през 1963 година. Ангъс напуска училище на 15 години и започва работа в списанието „Рибалд“ като печатар. Често се упражнява на китарата си. В книгата „Двете страни на славата“ бившите му съученици заявяват, че „не са виждали братята Йънг след училище, защото са ходили веднага след това на уроци по китара“ или свири с приятели по ученически сбирки и дискотеки.

## Кариера
Братята Ангъс и Малкълм Йънг свирят в началото в група с брат си Джордж и неговия музикален партньор Harry Vanda. Тази група е „Marcus Hook Roll Band“ и издава албум в Австралия наречен „Tales of Old Grand Daddy“. Малко преди създаването на AC/DC Ангъс Йънг свири в групата „Kantuckee“ и само на 18 години той и по-големият му брат Малкълм сформират AC/DC през 1973 г. където Ангъс се изявява като водещ китарист на групата. Със своята китара Ангъс повлиява успешно на много групи като „Guns N' Roses“ и „Def Leppard“, „Jet“ и „You Am I“. Негови идоли стават „Chuck Berry“, „Muddy Waters“ и други.

## AC/DC
Членове-съоснователи на групата AC/DC през 1973 г. са Ангъс Йънг-китара, Малкълм Йънг-ритъм китара, Колин Бърджис-барабани, Лари Ван Креди-бас китара и Дейв Евънс-вокали. Първият им сингъл е „Can I Sit Next You Girl“, който по-късно е презаписан с Бон Скот като вокалист. Интересен факт е, че братята Ангъс и Малкълм Йънг кръщават групата си на името на надписа отзад на шевната машина на сестра си Маргарет – AC/DC, което означава, че уреда работи с прав и променлив ток.
Запазена марка на Ангъс Йънг е да излиза на сцена с ученическа униформа. Той изпробва редица сценични костюми като Спайдармен, Зоро, Горила и дори пародия на Супермен наречена Супер-Йънг, преди да започне да излиза на концерти в униформа на ученик по предложението на сестра си. За да отговори на въпросите за този образ в пресата и обществеността той казва че оригиналната униформа е създадена от неговата сестра Маргарет и когато тя се е разпаднала от износване, използвал униформата си от гимназията Ашфийлд Бойс в Сидни. Негови са също изрази като „Не обичам да свиря над или под главите на хората. По принцип просто обичам да заставам пред тълпата и да я разкъсвам“. След създаването на AC/DC той продължава да свири на единствената си китара – Gibson SG. Той e много разпознаваем с него, защото винаги е бил с този модел Gibson с извити рогца - SG.  

## Личен живот
Ангъс Йънг и съпругата му Елън имат къщи в Австралия, Великобритания и Холандия, откъдето е Елън Йънг. Ангъс признава зависимостта си към тютюнопушенето като твърди че такъв е бил цял живот. Той е висок само 157 см. и е запален поддръжник на футболния клуб в Глазгоу Рейнджърс.
На 24 август 2006 г. Ангъс Йънг получава наградата „Legend Award“ на списанието „Kerrang“ от редактора му Paul Brannigan.
На 16 май 2012 г. Ангъс Йънг е обявен за най-добър австралийски китарист на всички времена в анкета проведена от Австралийското списание за китара.

## Влияние
В интервю за „The Guitar“ Ангъс Йънг отбеляза че изкключително влияние за изграждането му като музикант са изиграли брат му Малкълм Йънг, Чък Бери, Фреди Кинг и Мъди Уотърс. Начина му на изпълненията са свързани с Джими Хендрикс, Пийт Таунсенд, Джон Лий Хукър и The Kinks. Ангъс Йънг е посочил че той е бил повлиян от Кийт Ричардс за ефективния сценичен стил, включително закачките му с публиката и патишката му разходка.